# Big Ben
Big Ben («gran Ben») és el nom amb què es coneix la «gran campana de Westminster», la més grossa de les que es troben a la Torre del Rellotge —rebatejada com a Elizabeth Tower en ocasió del jubileu de la Reina Elisabet II del Regne Unit— del Palau de Westminster. Encara que originàriament el nom feia referència només a la campana, popularment també s'aplica a tot el conjunt. La torre del Big Ben és un dels símbols icònics de Londres.
Del 16 de desembre de 2016 ençà, el Big Ben roman aturat per les obres de manteniment de la torre, que també està tancada al públic fins 2020: l'estat de conservació del conjunt era tan greu que, encara que també hi havia projectada una remodelació general de Westminster per a la dècada del 2020, el treball de restauració del Big Ben s'avançà al 2017. No obstant això, almenys una de les quatre cares del rellotge continuarà funcionant, i la campana sonarà en dates com la nit de cap d'any o l'11 de novembre (Dia del Record de la fi de la Primera Guerra Mundial). El projecte inclou la instal·lació d'un ascensor per a discapacitats i evacuació d'emergència de ferits des de dalt de la torre, que fins llavors havien de ser abaixats per ràpel amb una politja.

## Nom

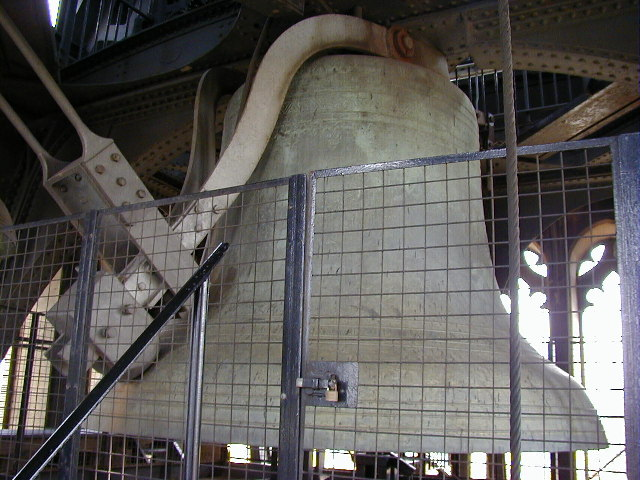
La campana que li dona nom

El nom "Big Ben" és universalment usat per referir-se a la torre en general. No obstant això, oficialment es refereix específicament a la campana principal dins de la torre, la qual s'encarrega de tocar les hores. Es creu que rep el nom en honor del primer encarregat de la construcció, Benjamin Hall, o potser per homenatjar el boxador Ben Caunt, molt popular el 1858, any en què la campana va fondre's. La campana té un pes aproximat de 13 tones.

## Història i construcció

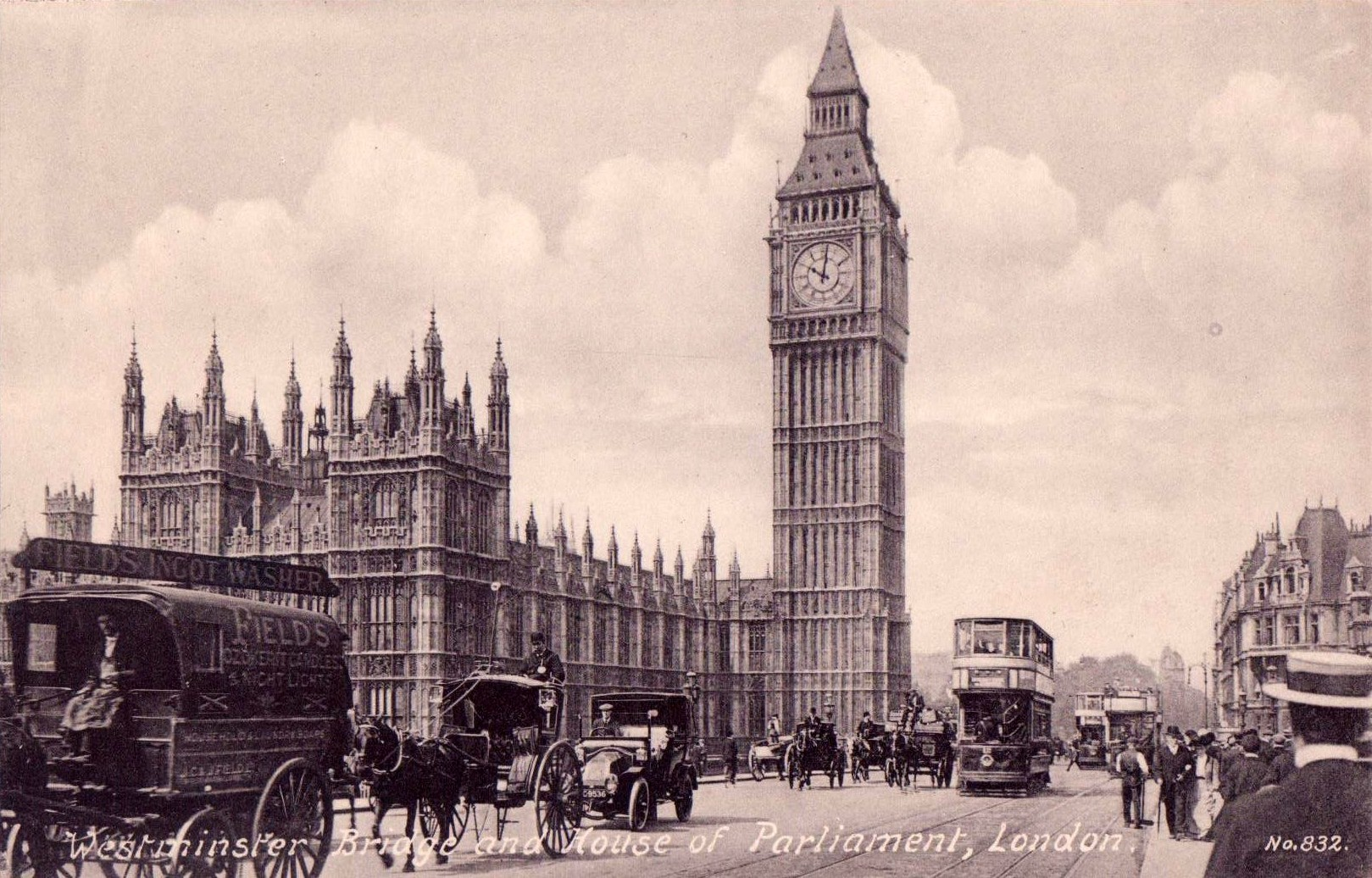
Westminster i la torre cap a 1910

### La Torre del Rellotge de Westminster
La «Torre Elisabet» (Elizabeth Tower) o la  Torre del Rellotge de Westminster  es troba a la cantonada nord-oest de l'edifici que acull la seu de les dues cambres del Parlament Britànic i va ser construïda l'any 1858 com a part del nou edifici dissenyat per Charles Barry, després que el vell palau de Westminster fos destruït pel foc la nit del 16 d'octubre de 1834. L'estil gòtic va ser triat finalment per la necessitat de l'imperi britànic de diferenciar de la resta de nacions en aquells dies, que ells consideraven menys forts, on els seus parlaments es regien principalment per l'estil clàssic. Encara que no està oberta al públic, els residents al Regne Unit poden visitar la torre a través dels seus representants parlamentaris (Members of Parliament).
La torre està dissenyada a l'estil gòtic victorià, i té 96 metres d'altura: el cos de la torre (61 m.) consisteix en un enrajolat amb revestiment de pedra, els 35 metres restants els formen l'agulla de ferro fos amb què es corona la torre. La torre està assentada sobre una base de 15 metres de costat. Els quatre rellotges estan situats a 55 metres d'alçada. A causa de les condicions del sòl on s'assenta la construcció, la torre s'inclina lleugerament al nord-oest, uns 220 mm a l'any.

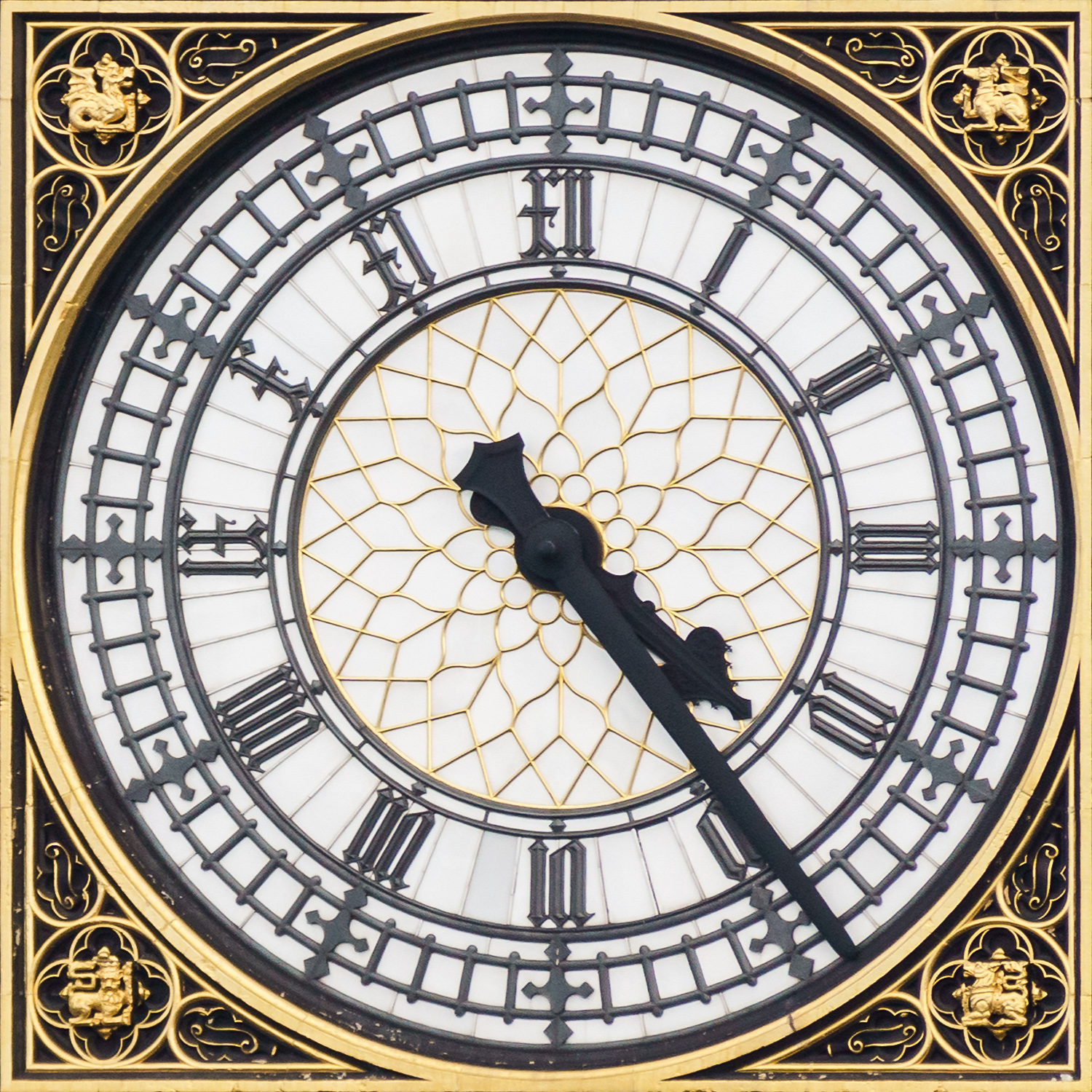
Una de les cares del rellotge

### El rellotge i les seves cares
El rellotge de la torre va ser el més gran del món en el seu temps, capaç de donar cada hora amb la precisió d'un segon. El mecanisme del rellotge va ser completat l'any 1854, però la torre no va ser completament construïda fins a quatre anys més tard.
Els quatre laterals del rellotge i les seves esferes van ser dissenyats per Augustus Pugin. Cada lateral té una estructura esfèrica de ferro de 23 peus de diàmetre que conté 312 peces de vidre opac. Algunes d'aquestes peces poden ser tretes per revisar les agulles del rellotge. A la base de cada cara del rellotge hi ha una inscripció en llatí: DOMINE SALVAM FAC REGINAM NOSTRAM VICTORIAM PRIMAM («Déu guardi a la nostra reina Victòria I»). La maneta que marca les hores fa 2,7 metres de llarg, mentre que la que marca els minuts amida 4,3 metres.
El nom de «Big Ben» va ser posat a la campana original de 16 tones de la torre, fosa el 1856. Atès que la torre no estava encara finalitzada, la campana va ser instal·lada al New Palace Yard, però la campana es va trencar, i finalment es va refer en una campana de 13,8 tones, la qual s'usa avui. La nova campana va ser muntada a la torre el 1858 al costat de quatre campanes més, que s'encarreguen de donar els quarts.
El 7 de setembre de 1859 el rellotge va entrar en funcionament.

## Altres torres similars
Una rèplica de la torre d'uns 6 metres feta de metall, coneguda com a Little Ben està situada a prop de Victoria Station. Altres torres en diferents llocs del món s'han inspirat en l'aspecte del Big Ben, incloent la torre del rellotge de la Gare de Lyon (París), la Torre de la Pau del parlament del Canadà (Ottawa), el rellotge monumental de Pachuca a Mèxic i la torre del rellotge a Victòria (Seychelles).

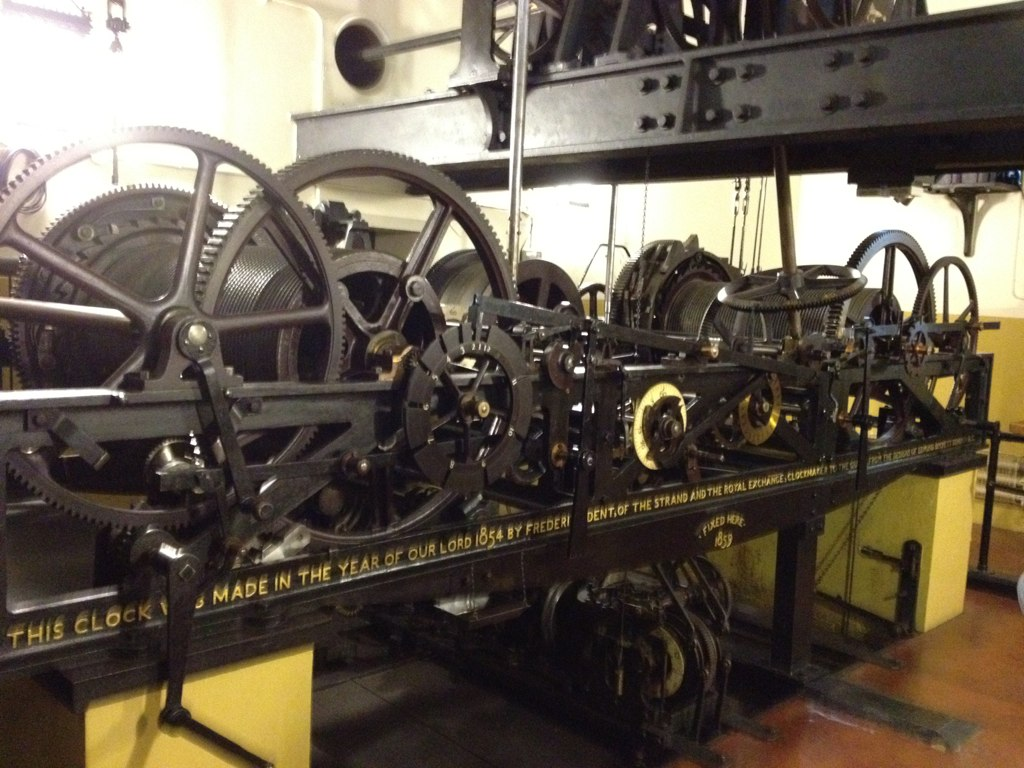
El mecanisme del rellotge

## Fiabilitat

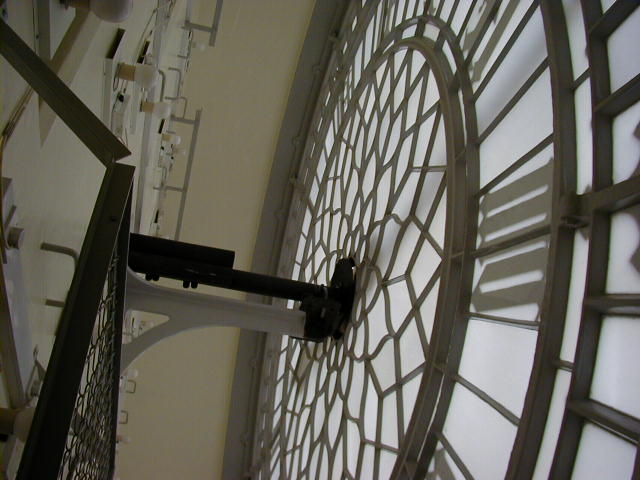
Vista interior d'una de les cares

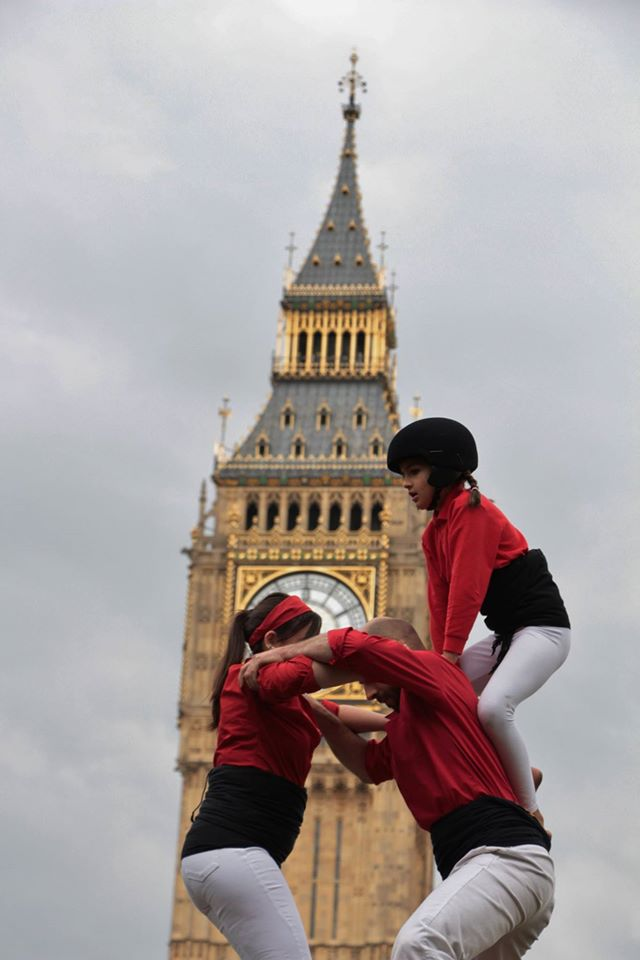
Els Castellers of London

El rellotge és famós per la seva fiabilitat. Això és degut a l'habilitat del seu dissenyador, l'advocat Edmund Beckett Denison, qui va inventar un sistema d'escapament de gravetat, que consisteix en un pèndol amb una estrella de tres puntes que gira quan el pèndol bat els segons, el que fa que el pèndol no sigui alterat per l'acumulació de neu a les agulles, pel vent o per la temperatura als quals està sotmès constantment a causa del clima. Això resolia el problema dels grans rellotges de moure grans agulles en un ambient ventós i tempestuós, sense perdre precisió. Per això Denison va ser nomenat Lord per la reina Victòria a mitjan segle xix.
Prova d'aquesta fiabilitat és que durant el bombardeig que va patir la ciutat de Londres durant la Segona Guerra Mundial per part de la Luftwaffe, el rellotge va seguir funcionant i donant l'hora amb perfecta puntualitat.

### Incidents
Però el "Big Ben" també ha patit diversos incidents al llarg de la seva història:
- Al cap d'any de 1962, el rellotge es va endarrerir a causa de la gran quantitat de neu acumulada entre les agulles, de manera que l'any nou va entrar amb 10 minuts de retard.
- El 5 d'agost de 1976, el rellotge va patir la seva primera i per ara única avaria. A causa del desgast del metall, el mecanisme del repic del rellotge es va trencar. El rellotge va ser reactivat de nou el 9 de maig de 1977.
- El 30 d'abril de 1997, el dia abans de les eleccions generals, es va aturar. Tres setmanes després, es va tornar a parar per unes hores
- El divendres 27 de maig de 2005, el rellotge es va aturar durant 90 minuts des de les 22.07 h, possiblement a causa del clima calorós (les temperatures a Londres havien aconseguit els 31,8 °C). Va tornar a funcionar però es va aturar a les 22.20 h i va romandre quiet durant 90 minuts abans de tornar a funcionar.
- El 29 d'octubre de 2005, el Big Ben es va aturar durant aproximadament 33 hores per revisar-lo. Va ser el manteniment més llarg en 22 anys.
- El pèndol del Big Ben per estar ajustat amb major precisió, és calibrat mitjançant monedes apilades a la base del pèndol que s'agreguen o es treuen de tant en tant.
- L'any 2005, es van descobrir documents a casa d'Abu Hamza en els quals el Big Ben apareixia com un possible objectiu terrorista. En aquests documents també van aparèixer com a objectius l'Estàtua de la Llibertat i la Torre Eiffel. En el seu judici va negar tot coneixement d'aquests documents.
- Al mes d'agost de 2007, el van aturar per a una revisió.

## El Big Ben en la cultura popular
- En la pel·lícula  Peter Pan , quan el protagonista va a buscar a Wendy i els seus germans volen fins a la torre del Big Ben i es posen en una de les manetes.
- En V de Vendetta el Big Ben explota junt amb tot el Palau de Westminster en una apoteòsica abolició del govern anglès.
- En el capítol "El casament de Lisa" de Els Simpson es veu Lisa estudiant l'any 2010 a Londres, i es veu el rellotge de la torre com un rellotge digital.
- En un capítol de Phineas i Ferb, els nois estan a Londres i col·loquen un tobogan gegant sobre el Big Ben, mentre Perry lluita dins d'aquest.
- En 101 dàlmates, Cruella de Vil imagina el Palau de Westminster pintat de blanc amb taques negres, com un dàlmata.
- El Big Ben apareix en l'escut dels Castellers of London.